# كيدي 2
كدي2 هي ثاني سلسلة إصدارات من لبيئة سطح المكتب كدي. واحتوت على ثلاثة إصدارات رئيسية.

## تحديثات رئيسية
قدمت كدي2 مجموعة من التحديثات الرئيسية مقارنة بكدي1
دكوب وهو نظام اتصالات عميل لعميل من خلال خادم وسطي
كايو وهو مكتبة ادخال وإخراج يقوم بالتعامل مع صيغ الشبكات المختلفة
كما قدمت في هذا السلسة برامجيات جديدة مثل كبارتس

## كدي 2.0
المتصحف كنكرر قدم لأول مرة في هذا الإصدار كما احتوى الإصدار على حزم كاوفيس يتكون من برنامج الجداول كسبريد وبرنامج الطباعة كوورد وبرنامج العروض التقديمية كبريزنتر

## كدي 2.1
في هذا الإصدار اضيف مشغل الوسائط المتعددة نوتون

## كدي 2.2
شهد هذا الإصدار تحسن في سرعة تشغيل البرامج بنسبة 50% إضافة إلى تطوير بعض البرامج الموجودة مسبقا

## جدول الإصدار
| التاريخ        | الحدث               |
| -------------- | ------------------- |
| 23 أكتوبر 2000 | اصدار 2.0           |
| 05 ديسمبر 2000 | اصدار صيانة 2.0.1   |
| 26 فبراير 2001 | اصدار 2.1           |
| 27 مارس 2001   | اصدار صيانة 2.1.1   |
| 30 ابريل 2001  | اصدار صيانة 2.1.2   |
| 15 اغسطس 2001  | اصدار 2.2           |
| 19 سبتمبر 2001 | اصدار الصيانة 2.2.1 |
| 19 نوفمبر 2001 | اصدار الصيانة 2.2.2 |